# Emil Johnsson
Johannes Emil Johnsson, född 10 mars 1901 i Geta på Åland, död 3 september 1988 i Helsingfors, var en finländsk körledare och violinist. 
Johnsson gjorde en betydande insats inom finlandssvenskt musikliv, framför allt som instruktör och förbundsdirigent i Mellersta Nylands sång- och musikförbund 1922–1977 och dirigent för Föreningen Brages sångkör 1926–1976 samt som förbundsdirigent i Helsingfors svenska körförbund 1953–1969 och Finlands svenska sång- och musikförbund 1963–1966. Han verkade som sånglärare i olika skolor, bland annat Helsingfors stads svenska folkskolor 1933–1964. Han ledde Finlands svenska sång- och musikförbunds representationskör, Amerikakören, vid dess turné i USA och Kanada 1960. Han tilldelades professors titel 1977.